# Epiciklois
Az epiciklois egy síkgörbe, mely úgy származtatható, hogy egy kör kerületén csúszásmentesen legördítünk egy másik kört, ennek egy kerületi pontjának nyomvonala az epiciklois. Az epiciklois a ruletták egy speciális fajtája.

A piros görbe egy epiciklois, melyet az R=3 egység sugarú körön legördülő r=1 egység sugarú kör egy kerületi pontja generál

Ha a kisebbik kör sugara r, a nagyobbiké pedig R = kr, akkor a görbe paraméteres egyenletrendszere így írható:
{\displaystyle x(\theta )=r(k+1)\left(\cos \theta -{\frac {\cos((k+1)\theta )}{k+1}}\right)}
{\displaystyle y(\theta )=r(k+1)\left(\sin \theta -{\frac {\sin((k+1)\theta )}{k+1}}\right)}
Ha k egész szám, a görbe zárt és k csúcsa van (vagyis hegyes sarka, ahol a görbe nem differenciálható).
Ha k racionális szám, mondjuk egyszerűsítés után k=p/q, akkor a görbe p csúccsal rendelkezik.
Ha k irracionális szám, akkor a görbe nem záródik és sűrű a nagy kör és egy R+2r sugarú kör közötti gyűrűben.

Epiciklois példák
k = 1
k = 2
k = 3
k = 4
k = 2.1 = 21/10
k = 3.8 = 19/5
k = 5.5 = 11/2
k = 7.2 = 36/5

Az epiciklois az epitrochoid egy speciális esete.
Az egyetlen csúccsal rendelkező (k=1) epicikloist cardioidnak hívják.
Az epiciklois és evolútája hasonló.